# Fondazione Sigma-Tau
 (avril 2011).
Si vous disposez d'ouvrages ou d'articles de référence ou si vous connaissez des sites web de qualité traitant du thème abordé ici, merci de compléter l'article en donnant les références utiles à sa vérifiabilité et en les liant à la section « Notes et références ».
La Fondazione Sigma-Tau est une institution qui a pour objet la promotion et le partage des connaissances scientifiques et le dialogue interdisciplinaire entre les divers savoirs.

## Objet
La Fondazione Sigma-Tau a été créée sous la forme d’une personne morale et reconnue juridiquement aux termes du DPR no 648 du 4 août 1986, elle est présidée par Silvia Cavazza et représente une référence nationale et internationale dans le développement de la recherche dans le débat culturel et la promotion du progrès scientifique en introduisant pour la première fois les concepts de globalité et de complexité propres aux sciences humaines. 
La Fondation Sigma-Tau promeut les activités d’approfondissement et de divulgation du type séminaires, conférences, cours, tables rondes et spectacles, en collaboration avec des universités, des instituts de recherche et le monde de la culture et de la science.

## Projets
Depuis 1989, la Fondazione Sigma-Tau a donné vie à de gros projets et à de nombreuses conférences et rencontres dont sont nés un grand nombre de publications, en particulier avec la maison d’édition Laterza de Bari qui a publié les ouvrages du cycle Lezioni Italiane et les Actes de SpoletoScienza.

### SpoletoScienza
Faisant figure de précurseur des divers festivals dans le domaine de la littérature ou de la philosophie, lieu par excellence de diffusion culturelle, SpoletoScienza a vu le jour en 1989 sous la forme d’une division s’ajoutant au panel du Festival des deux mondes, en ouvrant un débat au titre apparemment simple, mais riche en personnalités représentant le monde scientifique et intellectuel, à savoir : Qu’est-ce que la connaissance? Cet évènement offre au public à la fois un panorama et une anticipation des curiosités et des tendances de la pensée du moment. 
Dans les espaces du cloître de Saint Nicolas, les noms les plus importants du savoir scientifique et de la créativité artistique mondiale se retrouvent pour comparer les procédures et les langages respectifs. 
Les arguments abordés sont les suivants : du débat sur Esprit, Corps et Langage: qu’en pensent les… robots? en 2003, à l’Enquête sur le futur de Gaia qui traite du changement climatique de la planète organisé en 2006, suivi l’année suivante par un symposium sur La science à l’ère de la communication numérique, et jusqu’aux éditions 2009-2010 concentrées sur les thèmes de l’énergie, de la maladie et du vieillissement. 

### Laboratoire de la Fondation Sigma-Tau
Actif de 1996 à 2006 comme lieu d’approfondissement de SpoletoScienza, le Laboratoire s’occupe non seulement des éléments démarquant et qualifiant la profession médicale, mais aussi des aspects les plus sensibles dans le domaine des pathologies qui affligent l’organisme humain, en les étudiant en particulier du point de vue métabolique et énergétique. 
Les tables rondes du Laboratoire de la Fondation Sigma-Tau ont été conçues, souvent y compris à travers la création de groupes de travail et de jeux de rôle, en vue de l’enrichissement et de la diffusion des connaissances sur des thèmes telles que la relation médecin-patient et la gestion des erreurs en médecine, le cancer comme syndrome métabolique, mais aussi la vérification des modèles de gestion financière du Système sanitaire national.

### Lectures italiennes
S’inspirant du modèles des lectures anglo-américaines et paraphrasant Italo Calvino, le projet des Lezioni italiane (Lectures italiennes), mis en route en 1991, prévoit un séminaire informel en athénium avec un savant italien ou étranger qui, dans un langage non technique, introduit un thème à la limite entre recherche scientifique et philosophie, conformément aux directives européennes sur la formation continue. Le projet a produit en moyenne par an deux titres publiés par les éditions Laterza, également traduits à l’étranger.

### Forum permanent sur les raisons de la science
Inauguré en 1999 par une Table ronde intitulée Biotechnologies des cellules germinales – opportunités et limites, le Forum a pour objet le développement en Italie d’un débat sur les retombées sociales de la recherche scientifique à travers une confrontation contribuant à une meilleure compréhension des choix faits et à leur communication. 

### La science en scène
Le projet est le fruit d’une intuition de Luca Ronconi, alors directeur du Piccolo Teatro di Milano avec Sergio Escobar, et dérivait de l’exigence d’un renouvellement de la dramaturgie à travers un véritable défi intellectuel. Il débuta en 1999 par l’élaboration théâtrale et la mise en scène de textes scientifiques pour se révéler immédiatement, comme l’a affirmé Giulio Giorello, professeur titulaire de philosophie de la science à l’université de Milan, comme : « l’un des moyens les plus puissants pour prendre en compte les transformations naturelles et techniques de la réalité et l’une des opportunités les plus extraordinaires pour mettre sur pied une communauté véritablement universelle ».

### Leçons sur la médecine de la complexité
Un symposium international organisé à Milan sur l’interaction entre le système métabolique et l’ADN des cellules marque la naissance, en 1999, du projet de Leçons sur la Médecine de la complexité visant à la bonne compréhension des perspectives actuelles et innovantes dérivant de l’approche métabolique à la maladie dans le domaine de la recherche sur les pathologies dégénératives et sur les limitations des dommages liés au vieillissement. En novembre 2010, 11 ans après, le projet a célébré le Mitochondrial DNA Day par un congrès auquel était présent Masashi Tanaka, le directeur du Core Research Team of Genomics for Longevity and Health de l’Institut métropolitain de gérontologie à Tokyo. 

### ECM, Éducation continue en médecine
Dans la période allant de 2002 à 2006, la Fondazione Sigma-Tau a institué un programme de formation continue en médecine pour la formation et la mise à niveau professionnelle des acteurs de la santé publique et privée avec 150 crédits pédagogiques. 

### Émission radio: Moebius
Le thème central de la communication scientifique promu par la Fondazione Sigma-Tau a été reçu de façon stable dans les actualités scientifiques de Radio 24 par le programme radiophonique Moebius on air. 

### Derniers projets
Inauguré en 2010, le Carnitina Official Site est l’une des sources d’informations en ligne les plus importantes sur la carnitine au niveau mondial. Promu par la Fondazione Gianni Benzi et par la Fondazione Sigma-Tau, le site est . 

## Publications de Spoleto Scienza
- Alterando il Destino dell’umanità (2006)
- Il governo della scienza (2003)
- La nuova Odissea (2002)
- Aree di contagio (2000)
- Limiti e frontiere della scienza (1999)
- La medicina di Darwin (1998)
- Il patto col diavolo (1997)
- Il sapere della guarigione (1996)
- In principio era la cura (1995)
- Il caso e la libertà (1994)
- La passione del conoscere (1993)
- Immagini e metafore della scienza (1992)
- La narrazione delle origini (1991)
- Che cos'è la conoscenza? (1990)

## Publications tirées des Lectures italiennes
- EBM. Medicina basata sull'evoluzione (2007)
- Scienza e politica. La lotta per il consenso (2005)
- Penna, pennello e bacchetta. Le tre invidie del matematico (2004)
- Tempo delle cose, tempo della vita, tempo dell'anima (2003)
- Galileo e il fotodiodo. Cervello, complessità e coscienza (2003)
- La fabbrica delle storie (2002)
- Davanti alla morte (2002)
- I giovani pazienti di Galeno (2001)
- La mente non funziona così (2001)
- Le logiche del delirio. Ragione, affetti, follia (2000)
- La medicina come scienza filosofica (1998)
- Gene, organismo e ambiente (1998)
- La svolta semiotica (1998)
- Il calderone di Medea. La sperimentazione sul vivente nell’Antichità (1996)
- Sonno & sogno (1996)
- L’avvenire della psicoanalisi e la causalità psichica (1995)
- Biologia e filosofia della mente (1995)
- Oltre l’interpretazione (1994)
- Siamo soli? Implicazioni filosofiche della scoperta della vita extraterrestre (1994)
- Le leggi del caos (1993)
- Le politiche della ragione (1993)
- Modelli psicoanalitici. Mito, passione, memoria (1992)
- Il pragmatismo: una questione aperta (1992)
- Perchè il mondo è matematico? (1992)
- Un know-how per l'etica (1992)
- Il testo del tempo (1992)
- Ascesa e declino degli intellettuali in Europa (1992)

## Prix Nobel ayant participé aux rencontres de la Fondation Sigma-Tau
- Julius Axelrod

(New York, 30/5/1912 – Rockville, 29/12/2004) Biochimie 
- James W. Black

(Uddingston, Scozia, 14/07/1924 – 22/03/2010) Pharmacologie 
- Renato Dulbecco

(Catanzaro, 22/2/1914) Biologie
- John Carew Eccles

(Melbourne, 27/1/1903 - Locarno, 2/5/1997) Neurophysiologie 
- Gerald M. Edelman

(New York, 1/7/1929) Biologie 
- Walter Gilbert

(Boston, 21/3/1932) Biochimie et physique 
- Paul Greengard

(New York, 11/12/1925) Neurosciences 
- David H. Hubel

(27/02/1926, Windsor, Canada) Médecine et neurosciences
- Louis J. Ignarro

(Brooklyn, N.Y. 31/5/1941) Biochimie 
- Eric Richard Kandel

(Vienne, 7/11/1929) Neurologie, psychiatrie et neurosciences
- Joshua Lederberg

(Montclair, New Jersey, 23/5/1925 – New York, 2/02/2008). Microbiologie, parmi les fondateurs de la biotechnologie moderne
- Rita Levi Montalcini

(Turin, 22/4/1909) Scientifique et sénatrice 
- Erwin Neher

(20/5/1944, Landsberg am Lech) Physique et biophysique 
- Ilya Prigogine

(Moscou, 25/1/1917-Bruxelles, 28/5/2003) Chimie et physique 
- Stanley B. Prusiner

(28/5/1942, Des Moines) Biochimie et neurologie 
- Robin J. Warren

(Adelaide, 11 juin 1937) Sciences et médecine 
- Torsten N. Wiesel

(Uppsala, 1924) Médecine et neurosciences